# Peter Nero
Peter Nero, nome d'arte di Bernard Nierow (Brooklyn, 22 maggio 1934 – Eustis, 6 luglio 2023), è stato un pianista e direttore d'orchestra statunitense.

## Biografia
Nato a Brooklyn, iniziò a suonare il pianoforte all'età di sette anni. Registrò il suo primo album nel 1961 e grazie a questo lavoro vinse il Grammy Awards 1961 nella categoria miglior artista esordiente. In associazione alla RCA Victor produsse oltre venti album in otto anni. In seguito passò alla Columbia Records.
A 17 anni apparve in televisione suonando la Rhapsody in Blue di George Gershwin durante uno spettacolo di Paul Whiteman. Prenderà parte in seguito ad altre trasmissioni televisive con Ed Sullivan e Johnny Carson.
Al contempo si dedicò  sia all'attività di direttore d'orchestra sia a quella di pianista. Nel 1963 compose le musiche del film Una domenica a New York, ricevendo per questo lavoro anche una nomination ai Golden Globe per la migliore canzone originale.
Collaborò anche con Frank Sinatra, Mel Tormé, Andy Williams, Ray Charles, Dizzy Gillespie, Diane Schuur, Johnny Mathis, Roger Kellaway ed Elton John.